# Abdallah Al Rassi
Pour les articles homonymes, voir Al Rassi.
 (février 2023).
Si vous disposez d'ouvrages ou d'articles de référence ou si vous connaissez des sites web de qualité traitant du thème abordé ici, merci de compléter l'article en donnant les références utiles à sa vérifiabilité et en les liant à la section « Notes et références ».
Abdallah Al Rassi (en arabe عبدالله الراسي, né le 17 juin 1929) est un homme politique libanais, originaire du Akkar, Nord Liban. Député du Akkar depuis 1972, il occupe ce poste à plusieurs reprises et sans arrêt jusqu'à sa mort en 1994, il est élu vice-président du cabinet de ministres à côté  du premier ministre Salim Hoss, a été ministre de plusieurs ministères dont la santé, le tourisme, l'intérieur. Il préside aussi le conseil de députés responsables de la santé publique durant 4 mandats.

## Biographie

### Famille et formation
Né à Akkar dans le Nord du Liban, Abdallah Jamil Rassi est le fils d'Angèle Bitar et de Jamil Tannous Rassi, médecin généraliste réputé dans la région  et ayant servi avec l'armée anglaise durant la 1re guerre mondiale.  Tous deux proviennent de familles distinguées de la région du Akkar. Il a deux sœurs et un frère, Maguy Taleb, Laure Khallouf et Chawki Rassi. Son père succombe à la maladie quand Abdallah a 12 ans.
Abdallah Rassi a fait ses études primaires à Tripoli à l'école des frères de Mont-la-Salle et plus tard il étudie la médecine à Beyrouth chez les pères Jésuites à l'université Saint-Joseph. Il fait son stage de médecine à l'Hôtel-Dieu de France à Beyrouth.

### L'Arabie et le mariage (1953-1970)
Après avoir fait le tour de quelques hôpitaux libanais il se rend en Arabie saoudite, ouvre sa clinique à Riad et devient le médecin de la famille royale, les émirs Salman, Maged, Sultan deviennent aussi ses grands amis.
En 1966 il épouse Sonia Sleiman Frangié, fille du président de la République libanaise Sleiman Frangié (1970-1976). Ils ont cinq enfants, trois garçons et deux filles, Jamil (1966- décédé à la suite d'un infarctus en 2005), Karim (1967-plus tard devenu député du Akkar de 1994 à 2005 actuellement membre actif du parti des Marada), Talal (1969-medecin décédé d'un cancer en 2006) né à Dahran, Lamia (propriétaire d'une maison d'Édition, Planet News Business) et Soulaima (avocate à la cour).

### Vice Premier Ministre
En 1970, il revient au Liban quand son beau-père Sleiman Frangié devient président de la république Libanaise, élu à un vote de différence pour la première fois au Liban. En 1972, il est élu député du Akkar par unanimité des votes, après avoir figuré sur deux listes électorales. Il est élu avec Sleiman AL Ali, Talal El Merehbi et Mikhael Daher. Il pourvoit à tous les besoins de cette région assez dépourvue[réf. nécessaire]. Il  fournit à travers le gouvernement cette région de centrales téléphoniques, d'électricité, de routes… Plus tard, il construit un lycée franco-libanais le lycée Abdallah Rassi, avec la mission laïque française et il offre  au gouvernement un terrain de 10 000 m2 à condition de construire dessus un hôpital gouvernemental. Cet hôpital aujourd'hui s'appelle Hôpital Abdallah Rassi.

### Les Ministères (1985-1992)
En 1985, il devient ministre après les réunions de Lausanne et Genève, sous le mandat du président de la république Amine Gemayel et le président du conseil de ministres Rachid Karamé. Le 1er juin 1987, l'hélicoptère qui le mène chaque semaine à Beyrouth explose en plein air et tue sur le coup le Premier Ministre Rachid Karamé. Il devient plus tard ministre avec le président du conseil de ministres Salim el-Hoss, il  reste seul ministre chrétien à Beyrouth Ouest, pendant qu'à l'Est, Michel Aoun fait le reste du ministère. Ils s'envoient les papiers à signer par des décrets volants. Il ramène avec son ministère l'eau à Beyrouth Ouest en 3 jours record[pas clair]. Il occupe les ministères de la Santé Publique puis de l'Intérieur et du Tourisme. Il inaugure trois nouveaux hôpitaux et instaure la loi de défense de fumer dans les endroits publics. 
Il participe en 1989 à la conférence de Taëf, subit la pression de ses amis d'Arabie pour qu'il quitte les Syriens, et alerte le président Soleimane Frangié sur le fait que l'accord est en train de vider la présidence de la république de ses prérogatives et de tous ses moyens. Le président Frangié pense que Taëf n'est pas immuable, qu'il faut faire taire les canons d'abord. Il participe en tant que ministre aux sommets en Tunisie, en Suisse, en Iran, en Égypte…

### Mise en péril de sa vie
Abdallah Rassi est cible maintes fois d'attentats à sa vie, 1974 sa maison à Akkar est détruite par une bombe de 30 kg. En 1979, une bombe de 5 kg explose dans sa maison de Tripoli, ratant de très près ses cinq enfants. En 1990, il reçoit un obus dans sa bibliothèque à Verdun. En 1985, un camion chargé de munition explose dans son centre balnéaire à Chekka au Nord Liban.  Le 1 er Juin 1987, il survit à l’attentat à la bombe de l'hélicoptère qui le transportait avec le Premier Ministre et grand ami Rachid Karamé assassiné ce jour-là. Par miracle, les survivants, dont Dr Abdallah, vice premier ministre et les équipes des deux chefs d’états, ont survolé pendant 18 minutes, dans cet avion sans paroi le ciel du Nord de Beyrouth pour atterrir. 
En 1992, il quitte le ministère, réussit aux élections parlementaires mais meurt deux ans plus tard en 1994 d'un cancer à l'Hôtel-Dieu de France.